# Pałac Leipzigera we Wrocławiu
Pałac Leipzigera – dawny pałac zbudowany przez żydowskiego bankiera Ignatza Leipzigera w latach 1872–1874, następnie budynek biurowy, aktualnie (stan na 2023) hotel.

## Historia
Pałac został zbudowany w latach 1872–1874 według projektu Karla Schmidta na działce, na której stała uprzednio zbudowana w 1827 roku ujeżdżalnia. Pierwszym właścicielem pałacu był żydowski bankier Ignatz Leipziger, który już w 1878 roku sprzedał go Urzędowi Powiatowemu (Kreisausschuss) z przeznaczeniem na budynek biurowy, w którego zarządzie pozostawał do 1945 roku. W okresie Polskiej Rzeczypospolitej Ludowej obiekt dalej pełnił funkcję biurową i w latach 80. został przejęty przez Przedsiębiorstwo Geologiczne Proxima. W 1997 roku obiekt został zakupiony przez firmę deweloperską Torus w celu przebudowy na pięciogwiazdkowy hotel Altus Palace.

## Architektura
Oryginalny pałac został zbudowany na planie prostokąta poszerzonego o dwa ryzality i miał dwie kondygnacje oraz przyziemie. Wewnątrz umieszczono pozorne atrium zamknięte od góry przeszkleniem i otoczone reprezentacyjną klatką schodową. Na parterze zlokalizowano pomieszczenia gospodarcze i mieszkanie portiera, natomiast na pierwszym piętrze umieszczono w amfiladzie reprezentacyjne pomieszczenia. W 1881 roku zabudowano przestrzenie pomiędzy ryzalitami. W 1918 roku powiększono pomieszczenia przy bramie, a w 1924 roku dobudowano trzecią niższą kondygnację. Do chwili obecnej z pierwotnego projektu zachowały się marmury, sztukaterie oraz reprezentacyjne schody.

## Galeria

Wnętrza budynku z zachowanym elementami z pałacu Leipzigera
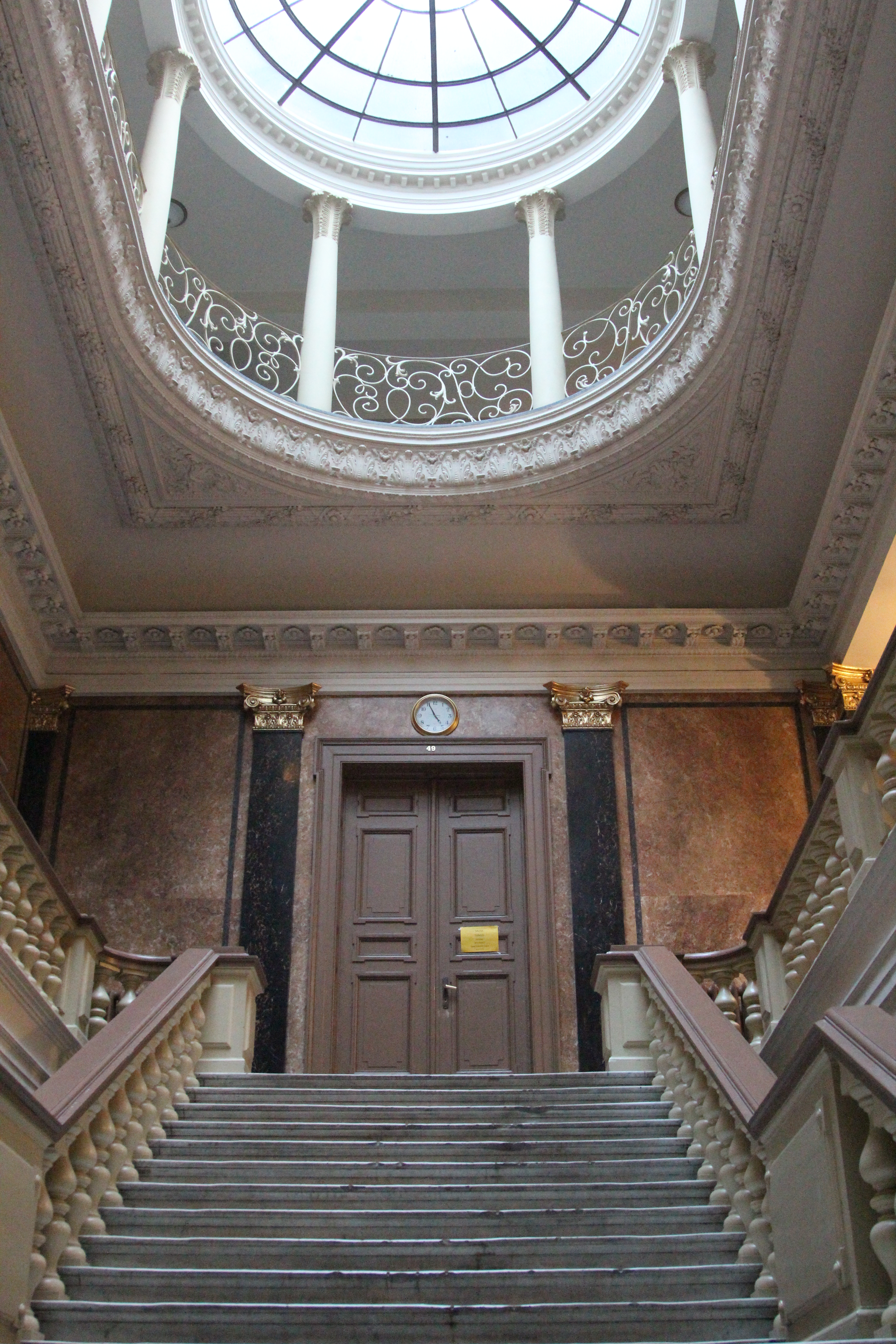
Pozorne atrium
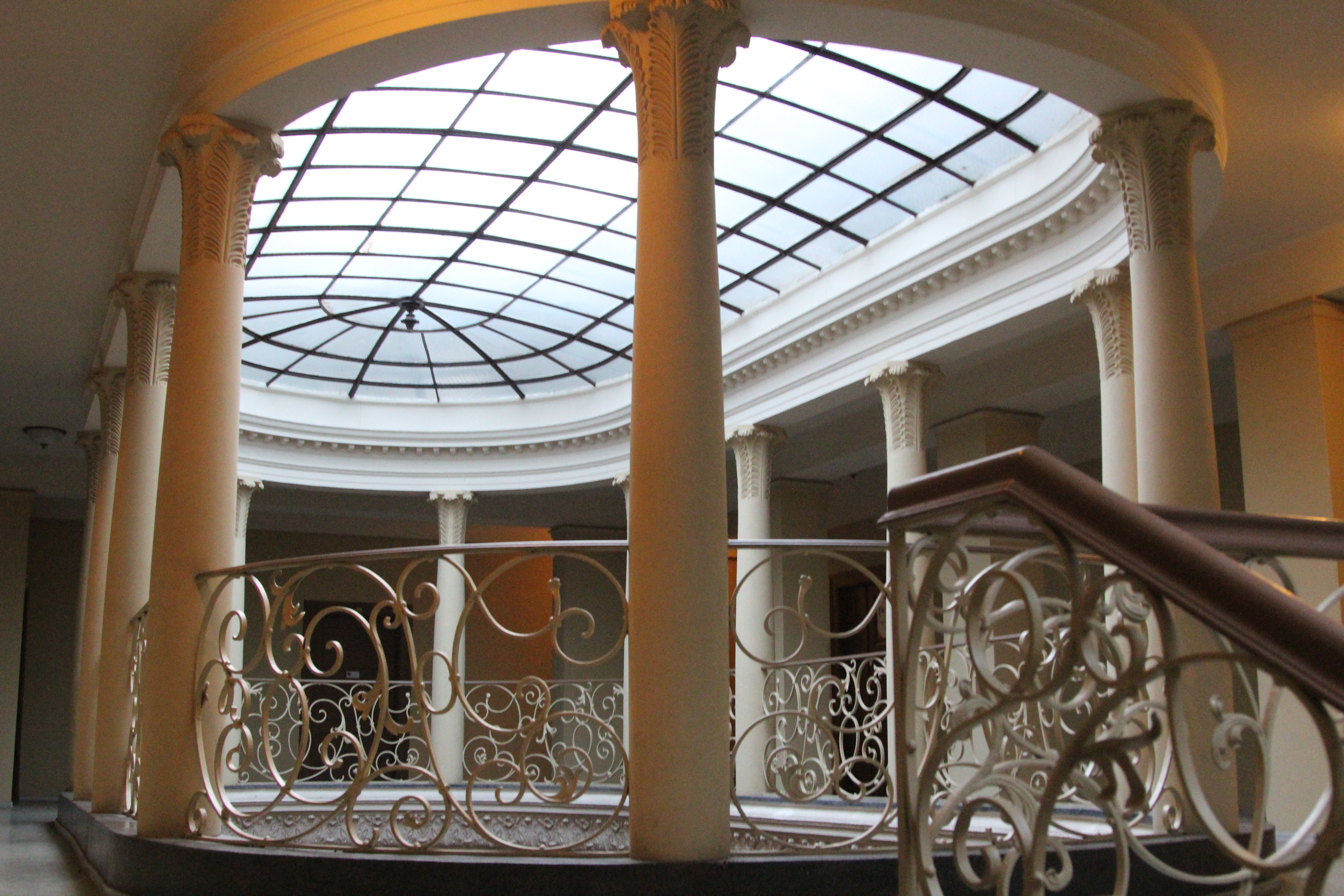
Przeszklenie oraz żeliwne elementy ozdobne
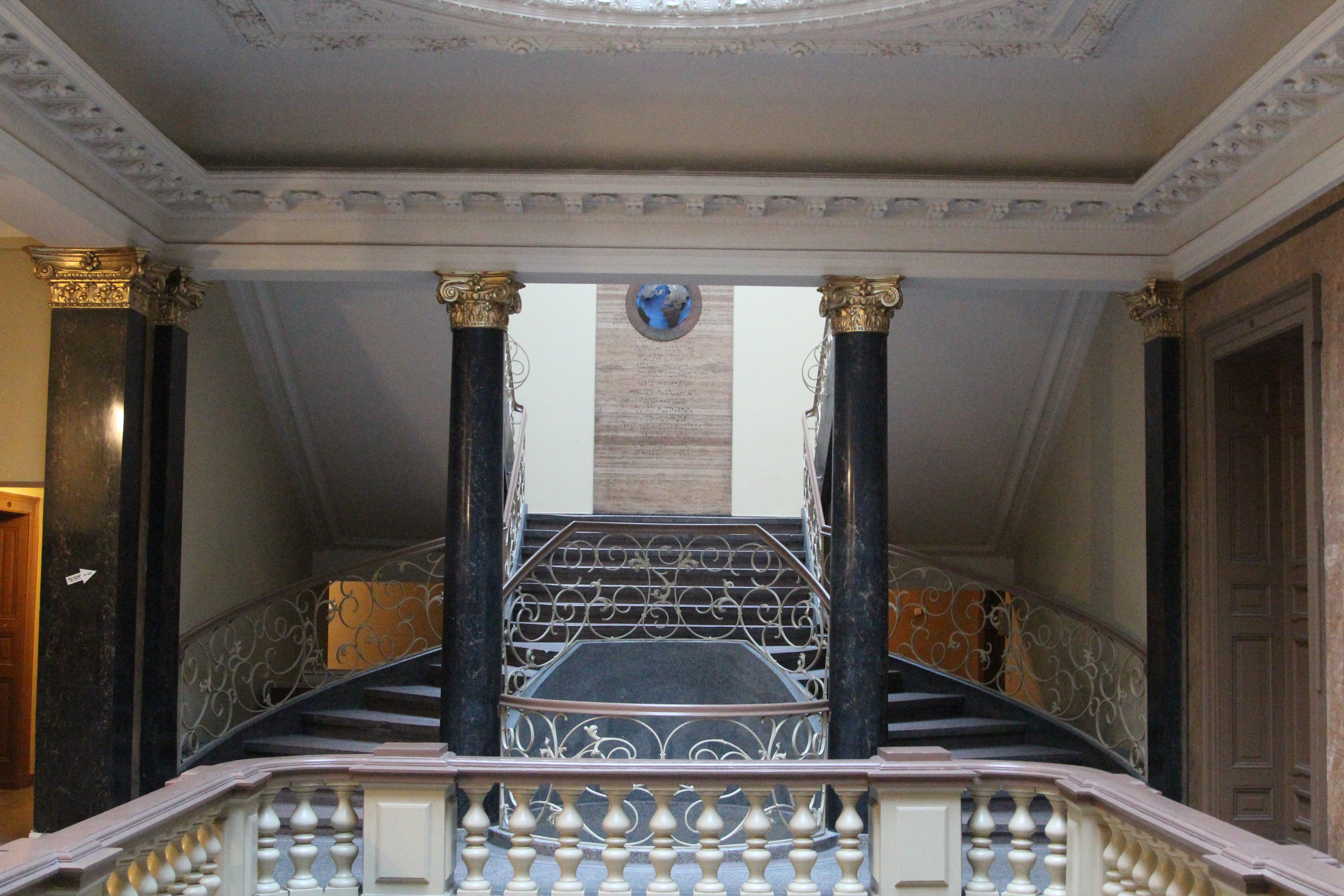
Reprezentacyjne I piętro
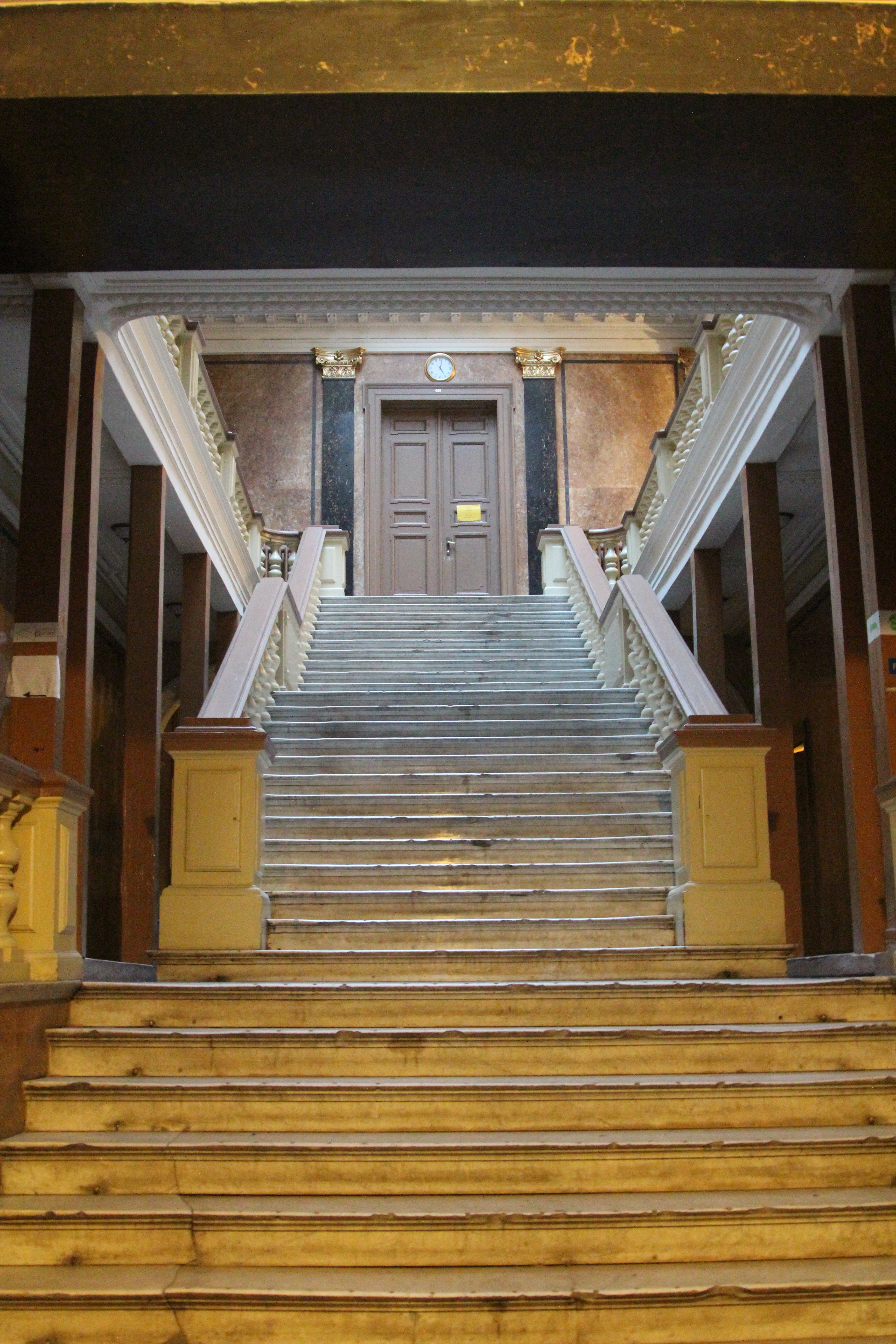
Marmurowe schody